# 王世明 (1909年)
王世明（1909年—1989年2月4日）原名王世东，化名孙春源。山东省蓬莱县（今蓬莱市）高里夼村人。中国共产党及中华人民共和国官员，曾任旅顺市市长。

## 生平
1938年，王世明任职于中共蓬莱县第六区委，并加入中国共产党。此后，他历任中共蓬莱县第六区委组织委员、蓬莱县民动会副指挥、蓬黄战区指挥部特务大队副队长、中共北海地委保卫局秘书、中共胶东区委社会部科长等职。
1945年，他奉派调往中国东北，任旅顺市市长。1948年后，历任东北林务总局经理处处长、东北森林工业管理局计划处处长。1954年，他调任中华人民共和国林业部计划司司长。1982年离休。
1989年2月4日，王世明病逝。